# Ordinul Vulturul Alb

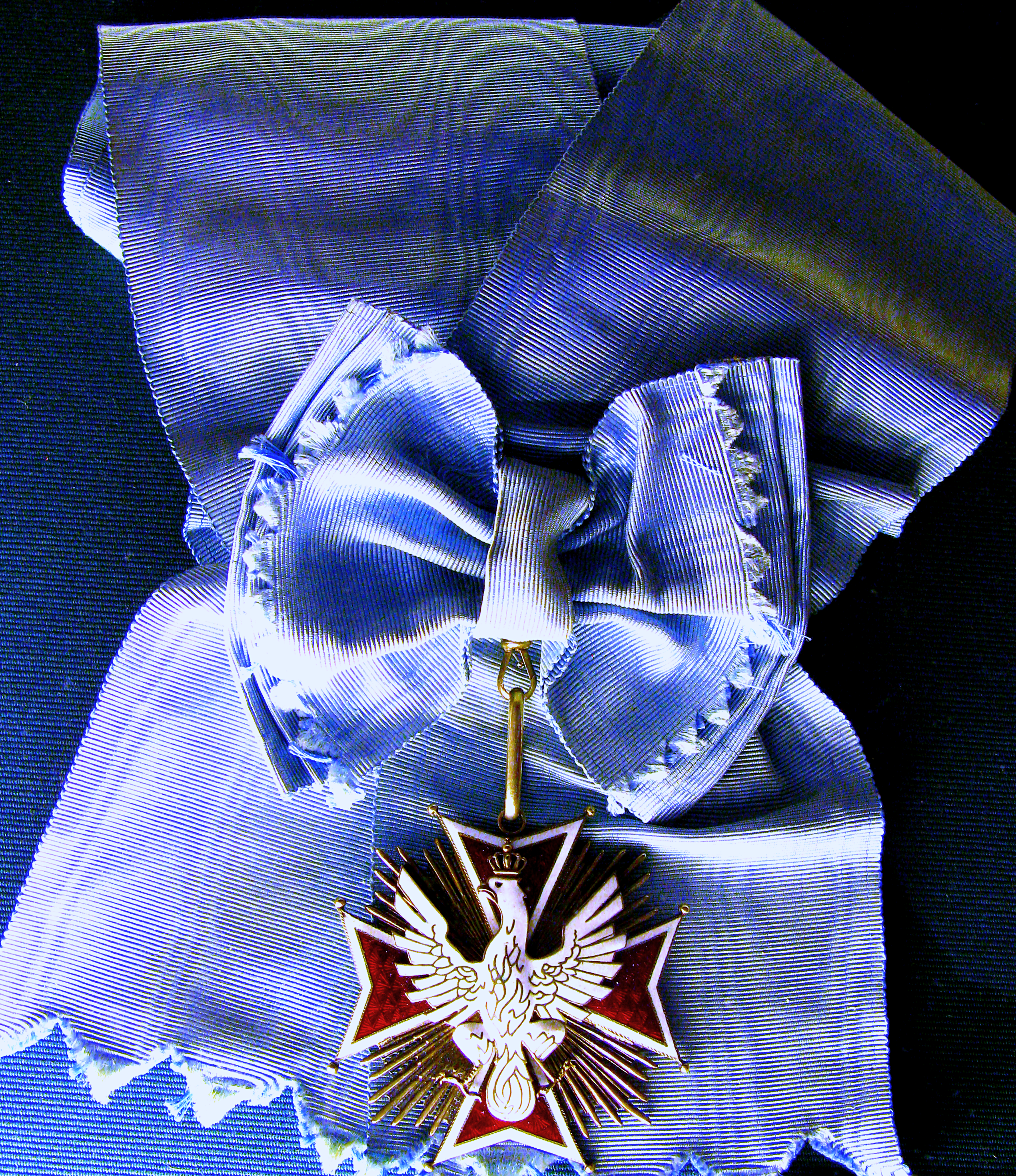
Marea Cruce a Ordinului Vulturului Alb

Ordinul Vulturul Alb (în poloneză Order Orła Białego) este cea mai prestigioasă decorație a Poloniei care poate fi acordată atât civililor cât și militarilor polonezi sau străini, pentru meritele lor. 

## Istoric
Ordinul Vulturul Alb a fost creat în 1325 de regele Ladislau I, cunoscut și sub numele de Vladislav I cel Scurt. Acest ordin a căzut în uitare, dar a fost reactivat și instituit oficial la 1 noiembrie 1705 de August al II-lea cel Puternic, rege al Poloniei și elector de Saxa. Acesta l-a acordat unui număr de opt susținători ai săi: patru magnați polonezi, trei mareșali ruși, precum și unui hatman cazac.
După 1815, țarul Alexandru I, devenit și rege al Poloniei, devine mare maestru, iar ordinul este integrat în 1831 în lista decorațiilor rusești, existând astfel până la sfârșitul țarismului, în 1917. 
La 4 februarie 1921, Dieta poloneză îl recreează ca ordin suprem al Republicii Polonia, decernat cu parcimonie celor mai înalți demnitari civili și religioși și unor personalități străine de foarte înalt rang.
După al Doilea Război Mondial, autoritățile comuniste îl fac uitat, iar guvernul aflat în exil îl dă câtorva personalități.
Printr-o lege din 16 octombrie 1992, Ordinul Vulturul Alb primește un nou cadru juridic, care îi păstreză caracterul de ordin suprem beneficiarilor, polonezi (oameni politici, intelectuali, artiști, arhiepiscopi, etc.) sau străini (șefi de stat sau de guvern), puțin numeroși. Lista este disponibilă în articolul existent în Wikipedia în limba polonă: pl:Order Orła Białego.

## Români beneficiari ai Ordinului Vulturul Alb
- Regina Maria a României,
- Prințul Nicolae al României,
- Miron Cristea, 1929,
- Dimitrie I. Ghica, 1932
- Carol al II-lea al României, 1937
- Mihai I al României, 1937, 2005
- Ion Iliescu, 2003,
- Traian Băsescu, 2009,
- Klaus Werner Iohannis, 2016.
- Alexandru Averescu